# Dahveed Behroozi
Dahveed Behroozi (* 1981 in Kalifornien) ist ein US-amerikanischer Jazzmusiker (Piano, Komposition).

## Leben und Wirken
Behroozi wuchs in einem Elternhaus auf, in dem Schallplatten  mit klassischer Musik gehört wurden – und sein Vater spielte Bach auf der Gitarre. Behroozi begann im Alter von fünf Jahren mit dem Klavierspielen, da er sich bereits zum Improvisieren am Keyboard hingezogen fühlte. Seine Vorliebe für klassische Musik entwickelte sich schließlich von Bach, Johannes Brahms und Richard Wagner zur Zweiten Wiener Schule (insbesondere Alban Berg) und zum abstrakten Expressionismus von Morton Feldman. In der Mittelschule trat er einem Bigband-Ensemble bei, bewegt von der rhythmischen Vitalität, die er im Jazz hörte. Auch Indie-Rock, von Blonde Redhead bis Radiohead, sollte zur Leidenschaft werden. Der junge Pianist ging 1999 von der San Francisco Bay Area nach New York City und studierte bei Fred Hersch an der Manhattan School of Music, um schließlich einen Bachelor-Abschluss in Jazzpiano-Performance zu erlangen. In dieser Zeit beschäftigte er sich mit Jazzpianisten von Bud Powell und Bill Evans bis hin zu Brad Mehldau und Pete Rende. Er absolvierte dann seinen Masterabschluss in klassischem Klavier am Brooklyn College, an dem er bei Ursula Oppens studiert hatte. 2014 kehrte Behhoozi in seine Heimatstadt San José zurück, wo er seitdem mit seiner Frau und zwei Kindern lebt. Neben Auftritten und Aufnahmen als Pianist und Komponist unterrichtete Behhoozi Musiktheorie und Musikgeschichte am kalifornischen Gavilan College.
Nach ersten Plattenaufnahmen ab 2005, als mit dem Saxophonisten Aaron Lington (Cape Breton) in San José und mit dem Schlagzeuger Smith Weed Dobson V (Basement Bloodlines) gespielt hatte, veröffentlichte Behhoozi 2012 sein erstes Album, Games; es war ein Livemitschnitt mit dem Bassisten Thomas Morgan und dem Schlagzeuger Tim Bulkley. Des Weiteren spielte Behroozi im Laufe seiner bisherigen Karriere mit Dayna Stephens, Ed Neumeister, Todd Neufeld und Aaron Lington.
2019 entstand das Studioalbum Echos (Sunnyside Records, 2021), erneut mit Morgan, jedoch mit Billy Mintz am Schlagzeug. Die Musik hat etwas von der Tiefe und Romantik der Klassik, kombiniert mit dem Forschergeist des Jazz, notierte Phil Freeman. „Behhoozi bevorzugt den unteren Mittelbereich der Tastatur, taucht nie ganz in die Tiefe, wie es Matthew Shipp tun könnte, schafft aber dennoch eine ominöse Stimmung.“ Er unterrichtet an der Fakultät des Mercy College, wo er Musikverständnis, Musiktheorie-Unterricht und privaten Klavierunterricht hält. Er begleitet auch Sänger in einer breiten Palette von Idiomen, die von Kunstliedern bis zum Great American Songbook sowie Singer/Songwriter-Material reichen.